# 河川占用許可
河川占用許可（かせんせんようきょか）とは、日本で河川法にもとづき河川管理者（直轄河川区域であれば国土交通大臣、直轄河川区域以外の河川区域・指定区間であれば都道府県知事）が河川区域内の河川敷地上などを占用つまり排他的・継続しての使用や施設を設置することを許可すること。

## 概説
特定の者が継続的に河川を使用すること等を河川敷地の占用と呼び、河川で占用を行うためには、河川管理者の許可が必要になる。
日本では一般的に、河川の使用形態は自由使用、特別使用（許可使用と特許使用）とに分類されている。例えば、散歩やジョギング、サイクリング、釣り（但し釣りは、別に漁業権などが発生する場合がある）、水遊び（但し安全上等の理由で遊泳等を禁止されている区域はある）などから、バーベキューといった食事、河川区域に設置され整備されたグラウンド等での練習といったことで立ち入り禁止とされてはいない河川敷地を利用するときに、河川管理者の許可までは必要なく、これを自由使用という。自由使用は原則として一般的に認められている河川管理者の許可・届出等を必要としない河川使用としている。
河川敷地の占用は特別使用にあたる。特別使用は次の2つが知られる。
- 許可使用 - 河川の効用に影響を及ぼすおそれがあるため、一般的にはその使用を禁止するが、特定の場合に申請に基づく河川管理者の許可を受けた者に認める河川使用である。例として工作物の設置、河川区域内土地の掘削等である。
- 特許使用 - 一般には許されない特別の排他独占的な使用権を設定することにより行われる河川使用である。河川区域内土地の占用、土石や砂利の採取、河川舟運などでの河川水面利用、流水の占用つまりは農業用水や工業用水、水道用水といった水資源として河川から水を取水利用する場合つまり河川の流水（表流水や伏流水）を特定の目的のために、継続的かつ排他的に利用することである。

## 河川の占用の許可
河川管理者は、河川法の第三節　河川の使用及び河川に関する規制（法第二十三条から第四十三条）に基づいて許可審査を行う。
そして、河川法施行令や平成11年8月5日付け建設省河政発第67号建設事務次官通達「河川敷地の占用許可について」（最終改正平成28年5月30日国水政第33号）とその別紙になる『河川敷地占用許可準則』（平成17年3月28日付けで一部改正）といった通達がだされている。

### 一時占用（一時使用）
日本では自由使用は許可を受ける必要はないが、河川をそれなりの人数が使用することになる組織・団体等が使用する場合は、河川区域内の土地の一時使用として届出を提出させている。
河川の一時使用は、河川区域において直接的に収益を目的とする使用で、短期間（1日からおおむね1ヶ月ほど）で使用期間が定められる河川区域内の土地の使用であるが、独占的な利用をしない、速やかに撤去できる簡易な工作物以外は設置しないなどの観点で届出を受理する。したがって一時使用は、河川敷の利用の予約や、独占的利用を認めるものではない。
一時使用の具体例にはスポーツ大会や祭り・イベント、大がかりとなる映画やテレビの番組などの撮影、河川区域内上を無人航空機及び模型航空機（ドローン・ラジコン機等）などでの飛行（ただし公共性が高いものに限る）や、当該河川業務以外での測量や調査、学術研究、当該河川管理者が不参加の訓練などや、河川区域内各種施設で一般解放していない運動場等の使用や施設などの見学や立ち入り等、などが挙げられる。
一時使用に際しては注意事項、禁止事項、提出書類、遵守事項を付帯する場合がある。河川敷の利用状況、一般利用者からの意見等を踏まえ、適宜その内容を確認し必要に応じて変更されることもあり、禁止事項等を遵守しないとされた場合には、届出を受理しない場合や届出を取り下げさせる場合もある。

## 占用料の徴収
河川占用において占用料金が発生する場合もある。占用料金は河川法に基づき、河川管理者が河川敷地や流水を占用する際に徴収する料金で、占用目的、占用面積、占用期間、占用場所の状況などに基づいて、都道府県、市町村といった各自治体が条例を定め、これによって算定される。